# Андерсон, Вилли (регбист)
Вилли Андерсон (англ. Willie Anderson, родился 3 апреля 1955 года в Сиксмайлкроссе) — ирландский регбист и регбийный тренер, выступавший на позиции лока.

## Биография
Учился в Академии Ома и университетском колледже Странмиллис при Королевском университете в Белфасте, по образованию педагог. Выступал за команды «Данганнон» и «Белфаст». В 1978 году был участником турне по Аргентине, во время пребывания в Буэнос-Айресе был арестован на три месяца по обвинению в том, что попытался снять флаг Аргентины с правительственного учреждения и вывезти его, что расценивалось как надругательство над государственным символом. Позже это обвинение сняли.
В сборной Ирландии Андерсон сыграл 27 встреч с 1984 по 1990 годы, проведя несколько из них в должности капитана. Дебютную игру провёл 10 ноября 1984 года против Австралии. В марте 1985 года Андерсон и его французский визави Жан Кондом стали участниками курьёза во время игры против Франции в рамках Кубка пяти наций (тот кубок Ирландия выиграла), когда болельщики вывесили баннер «Our Willie’s bigger than your Condom!», который имел двойной неприличный подтекст. В 1989 году в одном из матчей против Новой Зеландии он устроил потасовку с игроком «Олл Блэкс» Уэйном Шелфордом, когда те исполняли хаку, что стало одним из первых случаев подобной провокации, повторявшейся с тех пор ещё не раз. В составе сборной он провёл 4 матча на первом в истории Кубке мира, а 3 февраля 1990 года сыграл свою последнюю игру против Шотландии.
После завершения игровой карьеры Андерсон сменил множество тренерских работ. Так, в 1996—1998 годах он был тренером клуба «Лондон Айриш», позже руководил клубом «Данганнон», с которым в 2001 году выиграл Всеирландскую регбийную лигу. Позже он работал в тренерском штабе «Ленстера» и сборной Шотландии под руководством Мэтта Уильямса; он сменил Тодда Блэкэддера на должности тренера нападающих. Однако Андерсон конфликтовал с игроками и особенно с Натаном Хайнсом и Томом Смитом, вследствие чего 25 апреля 2005 года вместе с Уильямсом был уволен (формально за неудовлетворительные результаты — всего 3 победы в 17 тест-матчах). Позже работал учителем физкультуры и тренером регбийной команды Гросвенорской грамматической школы и Салливанской средней школы, в июле 2007 года назначен тренером клуба «Рэйни Олд Бойз». 22 марта 2011 года с Салливанской средней школой выиграл Щит Медальон, победив команду Лимавадийской грамматической школы со счётом 17:0. Тренирует команду «Кулмайн» в первом дивизионе Ленстерской лиги.
Супруга — Хизер, есть трое детей — Джонатан (известный дизайнер одежды, основатель лейбла JW Anderson), Томас и Хлоя. Увлекается гэльским футболом, болеет за команду графства Тирон и давно знаком с её известным тренером Микки Хартом.